# Donald Trump et le fascisme
Pour un article plus général, voir Positions politiques de Donald Trump.

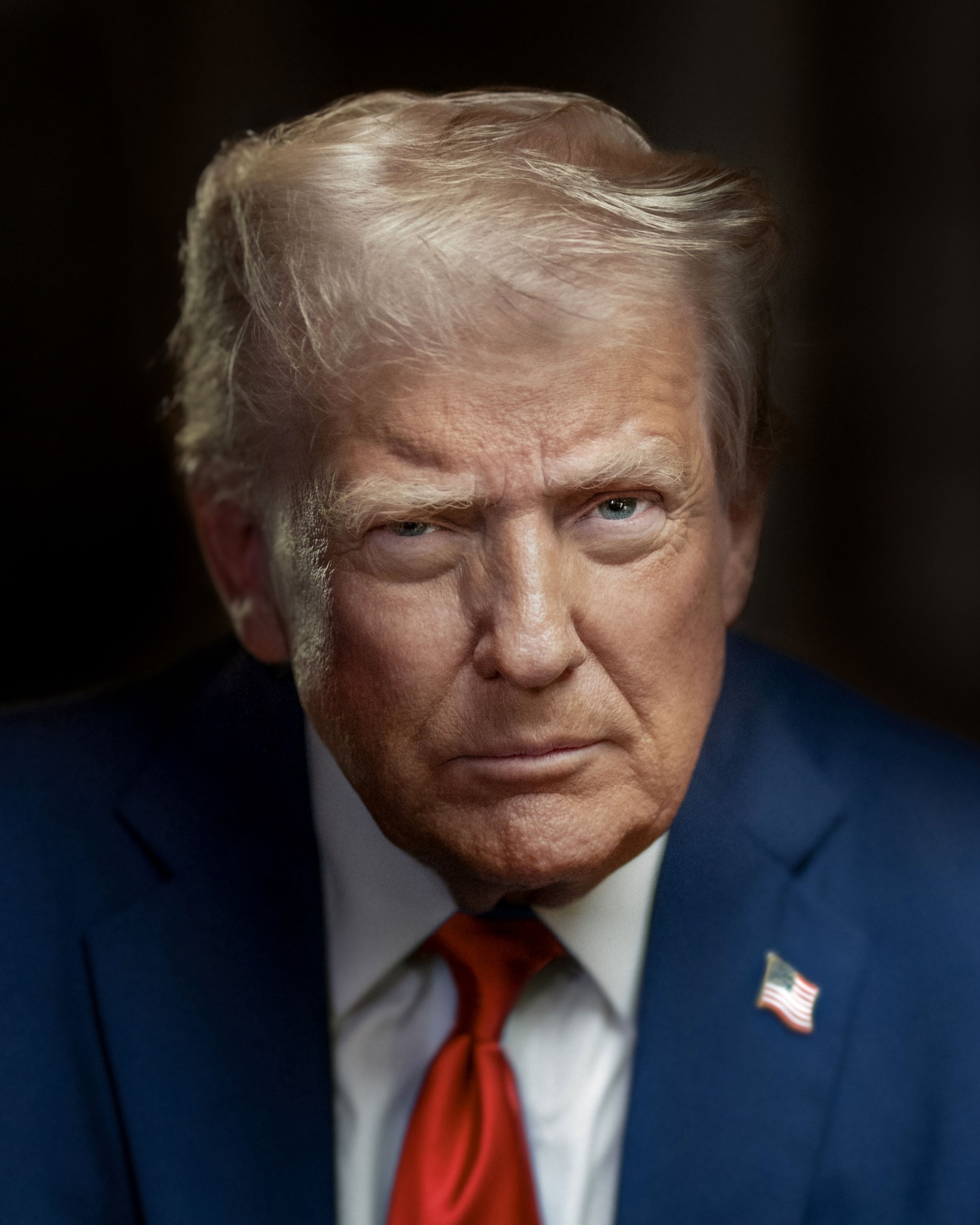
Portrait officiel de Donald Trump au début de sa seconde présidence.

Les hypothétiques liens entre Donald Trump et le fascisme font l'objet d'un important débat académique et politique depuis 2015 et en particulier depuis la campagne présidentielle de 2024, menant à sa victoire, et le début de son deuxième mandat depuis le 21 janvier 2025.
Bien que de nombreuses figures politiques aussi bien à droite qu'à gauche qualifient Trump de fasciste dès 2015, un consensus existe entre experts du fascisme pour rejeter ce label. En revanche, depuis l'assaut du Capitole de 2021, un nombre croissant d'experts du fascisme identifient les commentaires, actions et politiques de Trump comme similaires au fascisme originel de par ses promesses et actions antidémocratiques et ultranationalistes, la promotion de la violence, la déshumanisation des immigrés et le développement d'un culte de la personnalité autour de lui. D'autres experts néanmoins refusent toujours ce qualificatif : Trump n'est qu'un populiste autoritaire puisqu'il ne possède que certaines caractéristiques du fascisme, ou puisque les comparaisons caractéristiques avec le fascisme sont exagérées.

## Contexte

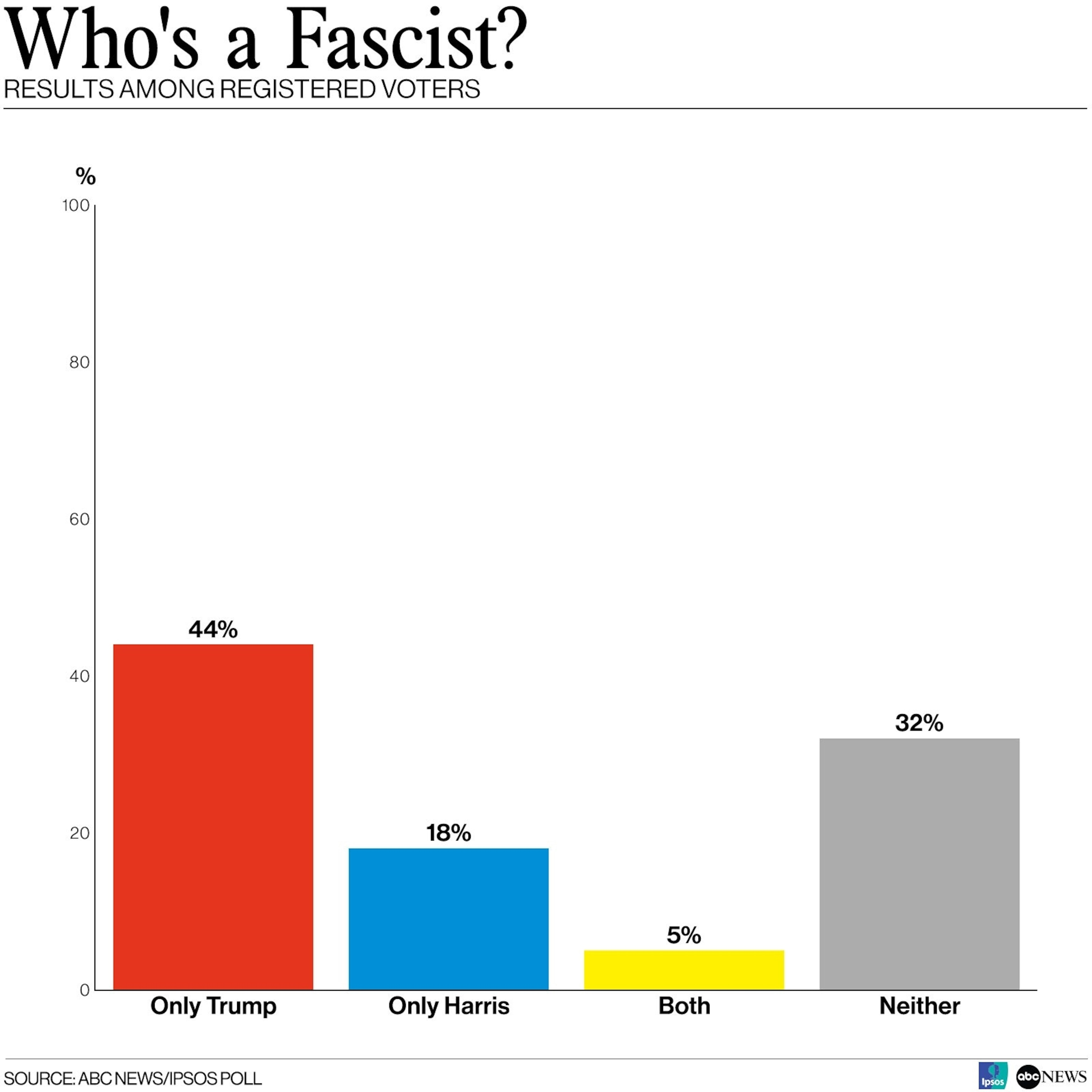
Un sondage d'octobre 2024 réalisé par ABC News et Ipsos indique que 49 % des électeurs inscrits pour l'élection présidentielle américaine de 2024 considèrent Trump comme un fasciste,

Donald Trump est un homme d'affaires et un homme politique américain qui est le 45e président des États-Unis de 2017 à 2021, le 47e depuis 2025. Il perd l'élection présidentielle américaine de 2020 face à Joe Biden,, et bat Kamala Harris lors de l'élection présidentielle américaine de 2024.
Le fascisme est un terme idéologique qui désigne un vaste ensemble d'aspirations et d'influences apparues au début du XXe siècle, illustrées par les dictateurs européens Benito Mussolini et Adolf Hitler ; il comprend le nationalisme révolutionnaire, l'application de hiérarchies sociales, la haine envers des groupes sociaux minoritaires, l'opposition au libéralisme, le culte de la personnalité, le racisme, l'inclination aux symboles militaristes et le désir de retrouver un passé perdu et fantasmé,,,,. Selon l'écrivain antifasciste et socialiste George Orwell, le terme de « fasciste » a souvent été vidé de son sens dans le langage courant en raison de son utilisation fréquente en tant qu'insulte.
Depuis l'élection de Trump en 2016, de nombreux universitaires ont comparé la politique de Trump au fascisme. Plusieurs ont souligné qu'il existe des contrastes entre le fascisme historique et la politique de Trump. Beaucoup ont également affirmé que des « éléments fascistes » ont opéré au sein et autour du mouvement de Trump. Après l'assaut du Capitole du 6 janvier 2021, certaines voix au sein de la communauté universitaire ont estimé que les choses avaient changé et que la politique de Trump et ses liens avec le fascisme méritaient un examen plus approfondi,.
Selon un sondage réalisé en octobre 2024 par ABC News et Ipsos, 49 % des électeurs américains inscrits considèrent Trump comme un fasciste, tandis que 23 % considèrent Kamala Harris comme une fasciste,. Un autre sondage YouGov de la même année indique qu'environ 20 % des Américains pensent que Trump considère Hitler comme complètement mauvais ; parmi les répondants républicains, quatre sur dix pensent que Trump tient une telle position. Le même sondage indique qu'un quart des sondés et près de la moitié des électeurs de Trump continueraient à soutenir un candidat politique même s'il ou elle déclarait qu'Hitler avait fait de bonnes choses. Dans le contexte de la conclusion des cent premiers jours de la première présidence de Donald Trump, un sondage de 2025 du Public Religion Research Institute révèle qu'une majorité des Américains (52 %) considèrent Trump comme un « dictateur dangereux », avec 87 % des démocrates pensant ainsi contre 17 % des républicains.

## Comparaisons

### Considérations anti-démocratiques et illibérales
Au cours de sa campagne présidentielle de 2016, Trump insinue qu'il n'accepterait pas les résultats de l'élection s'il ne gagnait pas, assurant qu'il ne pourrait perdre que par fraude électorale. À la suite de sa défaite face à Joe Biden en 2020, Trump et d'autres républicains tentent de renverser le résultat, affirmant faussement et fréquemment qu'il y a eu fraude,. Face à ces fausses déclarations, et en particulier face à l'assaut du Capitole que Trump a instigué, des opposants politiques décrivent Trump comme une « menace pour la démocratie »,.
De nombreux experts et commentateurs politiques comparent la rhétorique trumpiste à celle fasciste, car minant la démocratie américaine par l'usage répété de mensonges, le recours aux peurs xénophobes sur la sécurité nationale et aux insécurités économiques, l'utilisation fréquente de boucs émissaires divers accusés de vouloir détruire le pays,,,,,, au détriment des « vrais Américains », le discrédit porté sur les médias traditionnels et fiables,,, et le désir de retrouver un passé perdu et fantasmé propre au mouvement Make America Great Again,,,. Certaines recherches soulignent les liens entre Trump et le néolibéralisme et affirment que ses politiques représentent une intensification de la « fascisation » de la scène politique américaine.
Sa rhétorique repose depuis 2016 sur une logique manichéenne « eux contre nous » selon laquelle les « vrais Américains » seraient menacés par « l'ennemi », composé des musulmans, des gauchistes, des immigrés, des intellectuels, etc. Il est également critiqué pour avoir propagé des théories du complot juif en affirmant que le milliardaire juif George Soros faisait venir des Mexicains aux États-Unis,.
Lors de sa campagne présidentielle de 2024, Trump fait plusieurs déclarations autoritaristes et antidémocratiques,,,. Ayant déjà déclaré qu'il lui était légitime d'en finir avec la Constitution américaine pour avoir perdu les élections de 2020,, il déclare qu'il serait un dictateur seulement le premier jour de son mandat,,, promet d'employer le département de la Justice pour s'attaquer à ses adversaires politiques,, et prévoit d'utiliser l'Insurrection Act pour déployer l'armée dans des États et villes démocrates dans le but de combattre « l'ennemi intérieur » qui serait les « gauchistes radicaux lunatiques » tel qu'Adam Schiff,.

Trump appelle fréquemment à illégaliser toute dissidence ou critique qu'il considère trompeuse ou remettant en cause son pouvoir,. Donald Trump propage fréquemment des fausses informations sur ses adversaires politiques tout en réclamant de les poursuivre en justice ou de les emprisonner : National Public Radio trouve ainsi qu'entre 2022 et octobre 2024 Trump a fait plus d'une centaine de telles réclamations,. Par exemple, il appelle en 2023 à exécuter Mark Milley pour trahison pour avoir discuté avec un diplomate chinois en 2020 sans l'avoir averti,,.

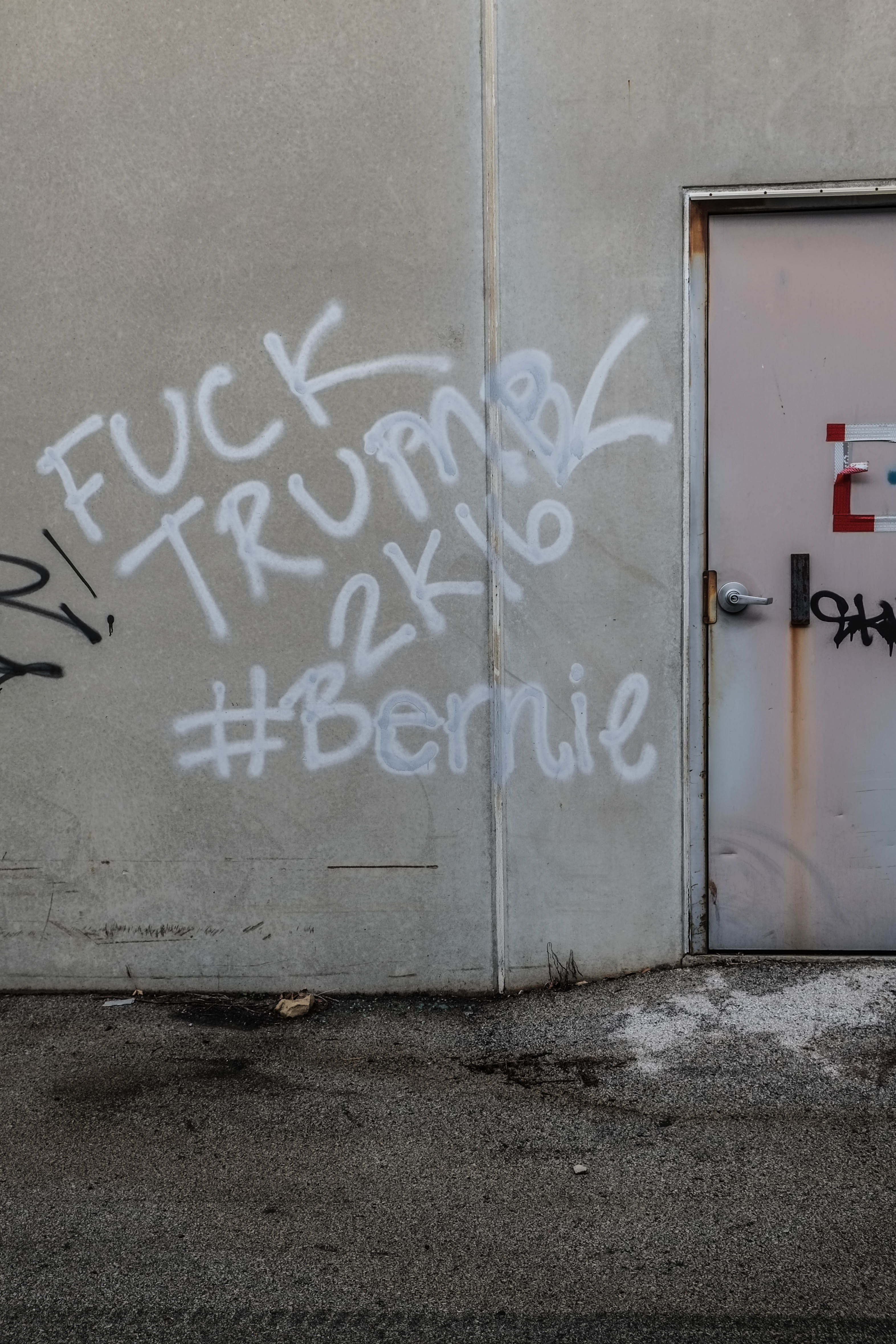
Au cours de l'élection présidentielle américaine de 2016, plusieurs combats éclatent entre les partisans de Trump et ceux d'Hillary Clinton et de Bernie Sanders. Alors que Clinton et Sanders désapprouvent tout deux les actions de leurs partisans, Trump fait plusieurs fois l'éloge des actions violentes menées par ses partisans et leur propose de leur fournir gratuitement des avocats. La même année Trump accuse Sanders d'envoyer ses partisans perturber ses propres événements, et publie sur X Fais attention Bernie, ou mes partisans viendront aux tiens !,

### Usage et promotion de la violence
La rhétorique et les actions de Donald Trump ont été analysées par les historiens comme promouvant la violence voire l'illégalité,,,. Ainsi, Trump déclare lors de la campagne présidentielle de 2016 que son opposante Hillary Clinton devrait être assassinée, ce à quoi il se défend en expliquant avoir été mal compris, et affirme en 2023 que Mark Milley, pour l'avoir trahi en 2020, devrait être exécuté,,.
En 2020, à la suite du débat présidentiel avec Joe Biden et avant l'élection, Donald Trump demande au groupe de miliciens néo-fascistes Proud Boys de se « mettre en retrait et de se tenir prêt »,.
Le politiste Philippe Marlière explique en janvier 2025 que le pardon des participants de l'assaut du Capitole du 6 janvier 2021 (en) légitime, encourage et normalise la violence antidémocratique, ce qui « engage le trumpisme dans la voie du fascisme. »

#### Assaut du Capitole du 6 janvier

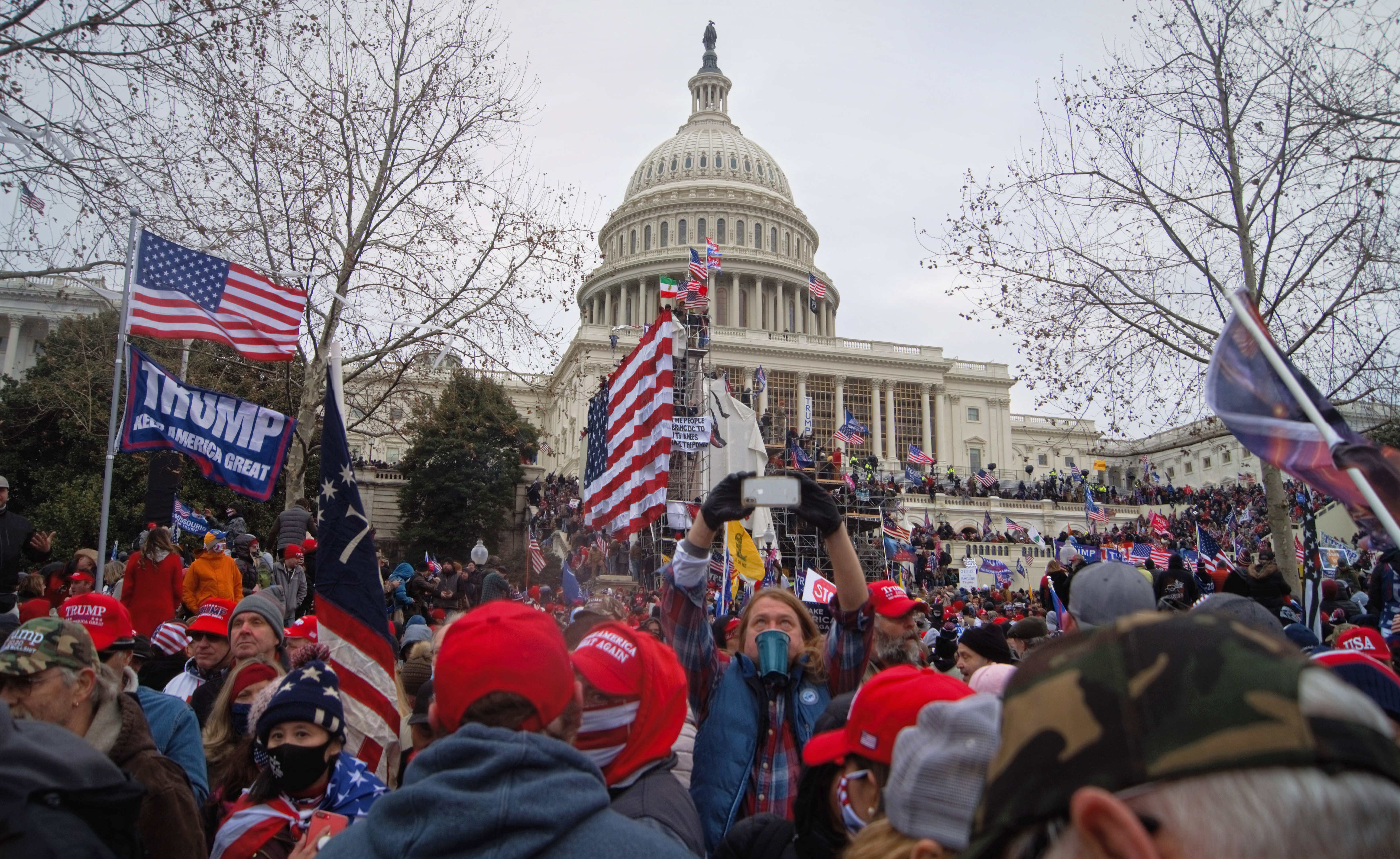
L'assaut du Capitole du 6 janvier 2021 a été comparé par certains historiens au putsch de la Brasserie.

L'assaut du Capitole mené par les partisans de Donald Trump et instigué par ce dernier a été comparé par certains universitaires au coup d’État raté d'Adolf Hitler de 1923,.

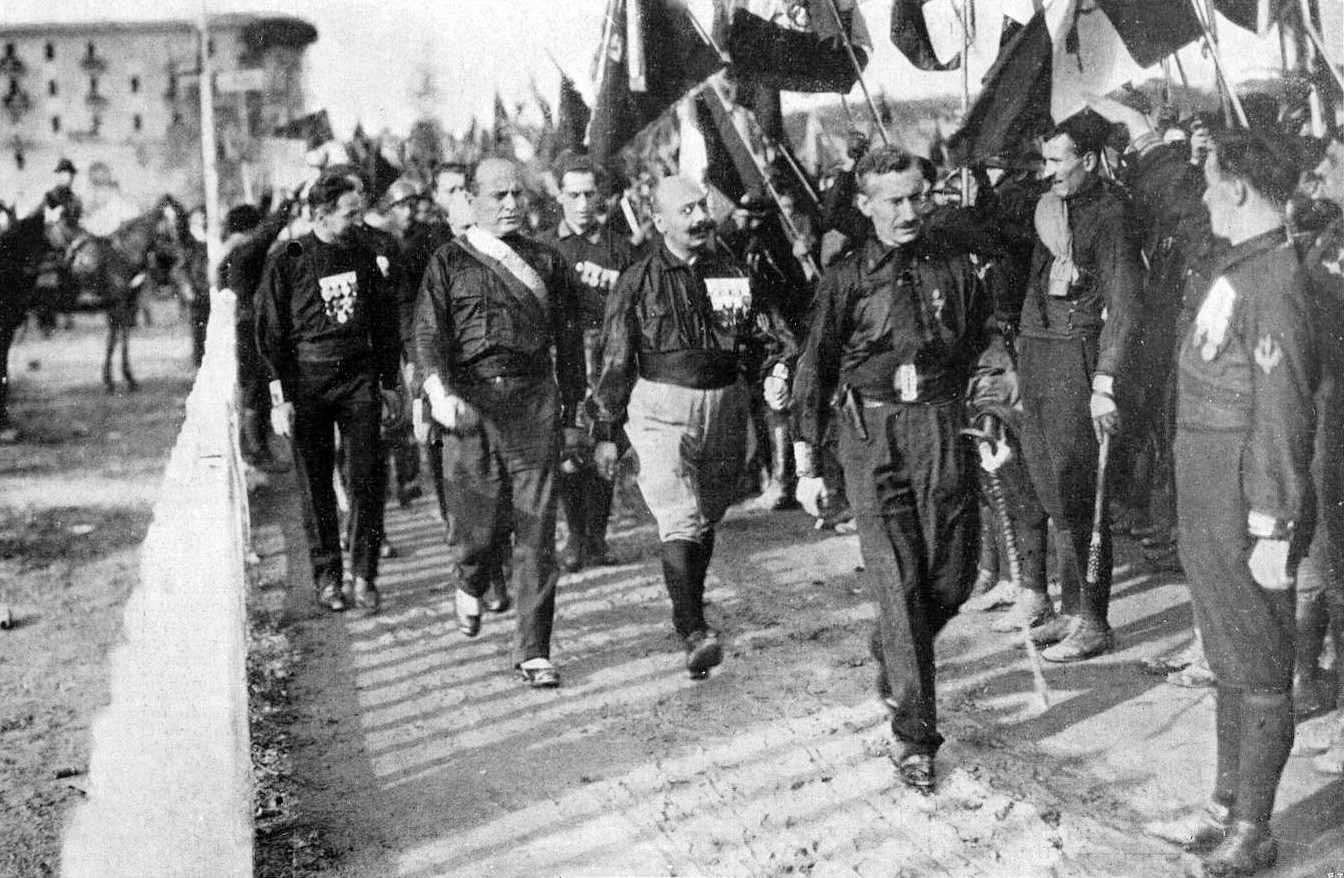
Les experts du fascisme Roger Griffin, Robert Paxton, Ruth Ben-Ghiat et Olivier Mannoni comparent l'assaut du Capitole à la prise du pouvoir de Mussolini.

Les experts du fascisme Federico Finchelstein,, Olivier Mannoni et Robert Paxton rejetaient la qualification de fasciste pour Donald Trump, mais l'assaut du Capitole les fait changer d'avis. Ces deux derniers voient ici des similitudes avec la marche sur Rome de 1922,,, ou encore les émeutes françaises d'extrême droite de 1934 : la qualification de fasciste devient selon Paxton « non seulement acceptable, mais nécessaire »,,,. L'historienne du fascisme Ruth Ben-Ghiat dessine également des parallèles entre l'ascension au pouvoir de Mussolini et l'assaut du Capitole : tout comme Mussolini a pardonné les partisans l'ayant aidé à accéder au pouvoir, Trump a pardonné les partisans condamnés pour l'assaut du Capitole (en).
En revanche, d'autres historiens du fascisme rejettent toujours le terme de fasciste. Richard Evans notamment explique en 2024 que l'assaut du Capitole n'était pas un coup d’État et n'était pas organisé, d'autant plus que Trump n'est pas expantionniste ou assoiffé de pouvoir. L'historien du fascisme Dave Renton (en) affirme que Trump serait très probablement devenu fasciste si le « coup d’État » avait abouti — tout comme Mussolini et Mosley sont devenus fascistes avec le temps —, mais on ne peut ainsi faire que des spéculations puisque cela ne s'est pas produit. L'historien du fascisme Roger Griffin prétend que les actions menées par Trump lors de l'assaut du Capitole ne sont pas celles d'un fasciste, mais d'un ochlocrate : bien que l'assaut du Capitole était bel et bien un coup d’État, Trump s'est rapidement détourné de cette action illibérale pour pouvoir reprendre le pouvoir de manière légale et démocratique.

### Racisme et déshumanisation
La proximité entre Trump et l’extrémisme d'extrême droite, et plusieurs de ses déclarations et actions ont été accusées d'être similaires au fascisme, à de l'idéologie nazie, à de l'antisémitisme et au suprémacisme blanc,,. En 2018, l'expert du racisme Mike Cole affirme que la rhétorique raciste et fasciste de Trump, doublée de la prolifération de discours haineux via ses posts sur X, permet de normaliser et de légitimer le fascisme dans la société américaine.

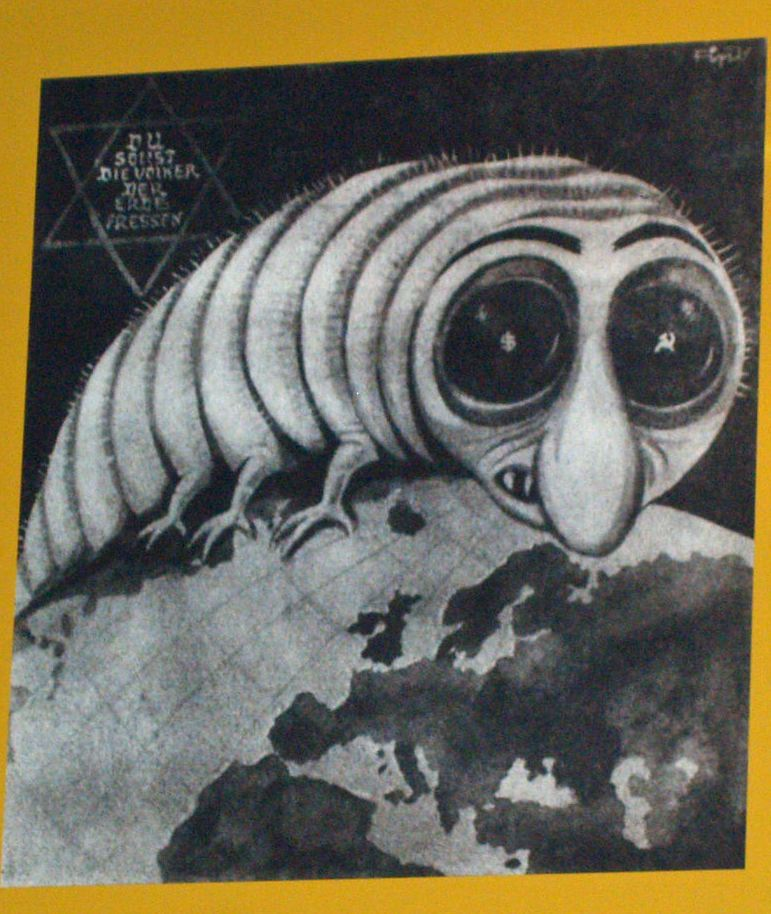
Selon plusieurs historiens, la rhétorique de Donald Trump comparant ses adversaires politiques à des vermines est similaire à la rhétorique déshumanisante fasciste.

Les commentaires de Trump comparant ses ennemis politiques à des « vermines » qui seront « éliminées » ont été identifiés par plusieurs historiens comme de la rhétorique fasciste, similaire à celle d'Hitler et de Mussolini,,. Trump déclare dans un rassemblement en 2023 :

« Par honneur pour nos grands vétérans en cette journée des anciens combattants, nous vous jurons que nous éliminerons les communistes, les marxistes, les fascistes, et les voyous de gauche radicale qui vivent telles des vermines au sein de notre pays — qui mentent et volent et fraudent aux élections, et feront tout ce qui est possible ; ils feront tout, que ce soit légal ou illégal, pour détruire l'Amérique et le rêve américain. »

Trump rajoute plus tard que « la menace provenant de l'extérieur est bien moins sinistre, dangereuse et grave que celle interne. ». Répondant aux critiques, le porte-parole de la campagne de Trump Steven Cheung (en) déclare que « leurs tristes et misérables existences seront écrasées quand le président Trump retournera à la Maison Blanche. » Ces déclarations ont également été comparées à la rhétorique des dirigeants fascistes par certains historiens et par plusieurs politiciens notamment Joe Biden,,. The New York Times affirme que les historiens sont indécis quant à savoir s'il faut interpréter cette rhétorique se rapprochant du fascisme comme une provocation contre la gauche, un changement d'idéologie ou un « aveu ».

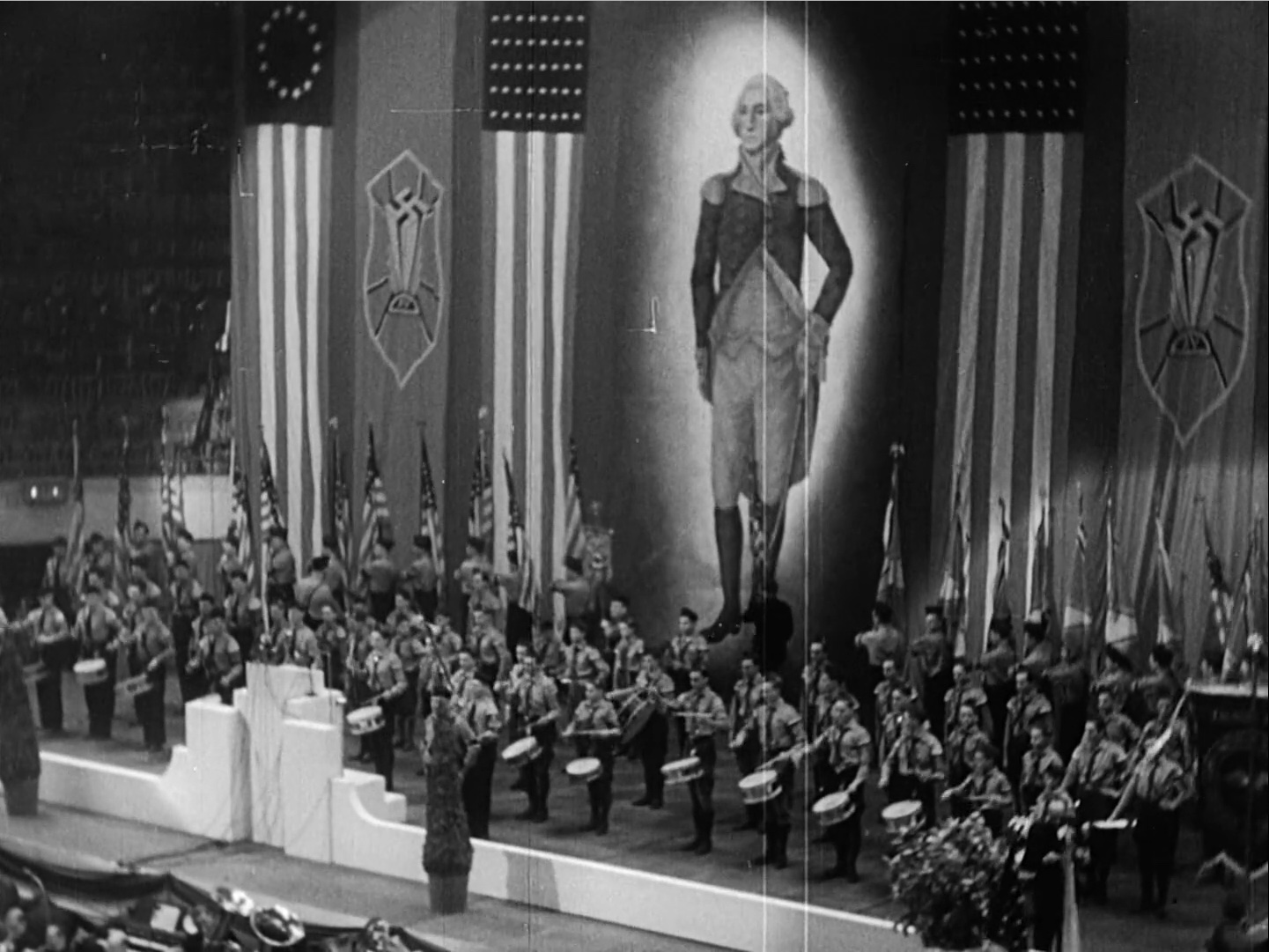
Au cours de la Grande Dépression les mouvements fascistes prolifèrent aux États-Unis. Le rassemblement nazi de 1939 au Madison Square Garden (photo) rassemble environ 20000 individus.

Depuis automne 2023, Trump utilise à plusieurs reprises une rhétorique pouvant être comparée à celle fasciste en affirmant que les immigrés sans papier « empoisonnaient le sang des États-Unis ». Certains experts et commentateurs politiques comparent cette rhétorique à celle des suprémacistes blancs et à celle contenue dans Mein Kampf. Face à la controverse, Trump explique en 2023 à un rassemblement que ses détracteurs « disent qu'Hitler a dit ça […]. C'est vrai, ils détruisent le sang de notre pays, ils détruisent la fabrique de notre pays, et nous allons devoir les faire partir. » Trump précise en revanche qu'Hitler a prononcé ces mots « d'une manière très différente » dans Mein Kampf,,,. Trump déclare début 2024 que certains immigrés ne sont « pas des gens », « pas des humains » et sont « des animaux ». Trump explique en octobre 2024, que les meurtriers immigrés avaient de « mauvais gènes »,, que les immigrés sans papier allaient « violer, piller, voler, saccager et tuer » les citoyens américains, et qu'ils sont des « tueurs au cœur de pierre », des « monstres », des « vils animaux », des « sauvages », des « prédateurs » qui vont « rentrer dans ta cuisine t'égorger »,,, et « attraper des jeunes filles et les éventrer juste en face de leurs parents ». Le même mois, Politico affirme que la rhétorique de Trump se radicalise pour inclure une imagerie toujours plus déshumanisante des immigrés, et ses rassemblements contiennent désormais « ce que certains experts en rhétorique politique, en fascisme et en immigration disent être un vif reflet des autoritaristes et de l'idéologie nazie. » Le rassemblement du 27 octobre à Madison Square Garden, dans lequel plusieurs intervenants font des remarques racistes et déshumanisantes, est comparé par plusieurs médias et commentateurs politiques au rassemblement nazi de 1939 ayant eu lieu au même endroit,,,,,. En novembre, Trump appelle à une « remigration » des immigrés, euphémisme utilisé par le mouvement identitaire pour appeler à un nettoyage ethnique.

### Culte de la personnalité
Les historiens Enzo Traverso, Ruth Ben-Ghiat et Manon Lefebvre, spécialistes respectivement du totalitarisme, du fascisme et des États-Unis, et le traducteur français de Mein Kampf Olivier Mannoni affirment que Donald Trump développe un culte de la personnalité de par sa communication charismatique, masculiniste, réactionnaire, accessible et identifiable, où son aura importe bien plus que la qualité de l'argumentation pour ses partisans. Les quatre intellectuels tracent ainsi des similitudes entre les fascistes des années 1920-1930 et les trumpistes,,.

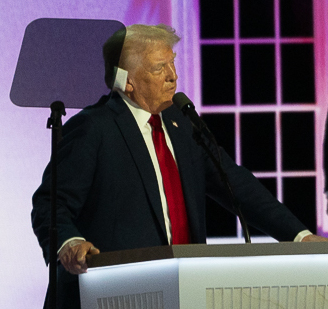
La tentative d'assassinat de juillet 2024 intensifie le culte de la personnalité développé par Donald Trump, ses partisans allant jusqu'à parler d'intervention divine pour expliquer que la tentative d'assassinat ait échoué.

Les trois historiens notent également que le développement du culte de la personnalité a été intensifié par la tentative d'assassinat de Donald Trump en juillet 2024, mettant en valeur son aspect charismatique de rempart entre les citoyens et les « ennemis ». Les partisans de Trump vont ainsi jusqu'à parler d'« intervention divine » en voyant que la tentative d'assassinat a échoué,.

### Relations avec des individus fascistes autoproclamés

#### Soutiens reçus

L'ancien chef du Ku Klux Klan David Duke soutient Trump en 2016, promet d'honorer les promesses de Donald Trump à un rassemblement néo-nazi en 2017 et soutient de nouveau Trump en 2020, avant de s'en distancer en 2024.

Au cours de la course à la présidence américaine de 2016, Trump est soutenu par de multiples groupes nazis ou fascistes autoproclamés, notamment le National Socialist Movement et le Ku Klux Klan. Ces groupes intimident les électeurs le jour de l'élection en surveillant les lieux de vote, affirmant y parvenir à la fois de manière informelle et à travers la campagne de Trump. Trump est soutenu en 2016 par les figures nazis autoproclamés David Duke, Richard Spencer et Andrew Anglin. Duke le soutient de nouveau en 2020 avant de s'en détacher en 2024 à cause de son « asservissement à Israël »,, ; cette position est partagée par l'activiste suprémaciste blanc Nick Fuentes. Trump désapprouve Duke en août 2015, refuse de le désapprouver durant une entrevue en janvier 2016 avant de le désapprouver de nouveau dans un tweet un peu plus tard le même mois,,. Les suprémacistes blancs William Regnery II (en), Don Black (fondateur de Stormfront), Rocky Suhayda (en) (président du Parti nazi américain) et Jared Taylor soutiennent également Trump en 2016, expliquant qu'il permet de mettre sur le devant de la scène politique le nationalisme blanc de manière durable. Plus globalement, le fondateur du site internet néonazi The Daily Stormer Andrew Anglin (en) explique en 2016 que « tous les nazis alt-right qu['il connait] s'engagent bénévolement dans la campagne de Trump. » En revanche à partir de fin 2017, beaucoup d'activistes alt-right expriment leur mécontentement après que Trump ait soutenu les « musulmans » en Arabie saoudite et les « juifs » en Israël, ce qui est amplifié par la décision de Trump de retirer Steve Bannon de son administration ; Richard Spencer explique en 2018 : « beaucoup d'entre nous se sentent désillusionnés et même trahis par Trump. En un sens nous pensions que l'alt-right pouvait être le cerveau de Trump, mais maintenant il a Ivanka, Jared et Paul Ryan pour ça. ».
Plus récemment, le fondateur du groupe néonazi Blood Tribe (en) Christopher Pohlhaus célèbre la victoire de Trump en 2024, l'activiste américaine d'extrême-droite Lauren Witzke (en) remercie les hommes d'avoir voté pour Trump pour « remettre les femmes à leurs places » ; plus généralement de nombreux partisans trumpistes d'extrême-droite célèbrent cette victoire en appelant sur les réseaux sociaux à l'exécution de ses opposants politiques.

#### Relations directes

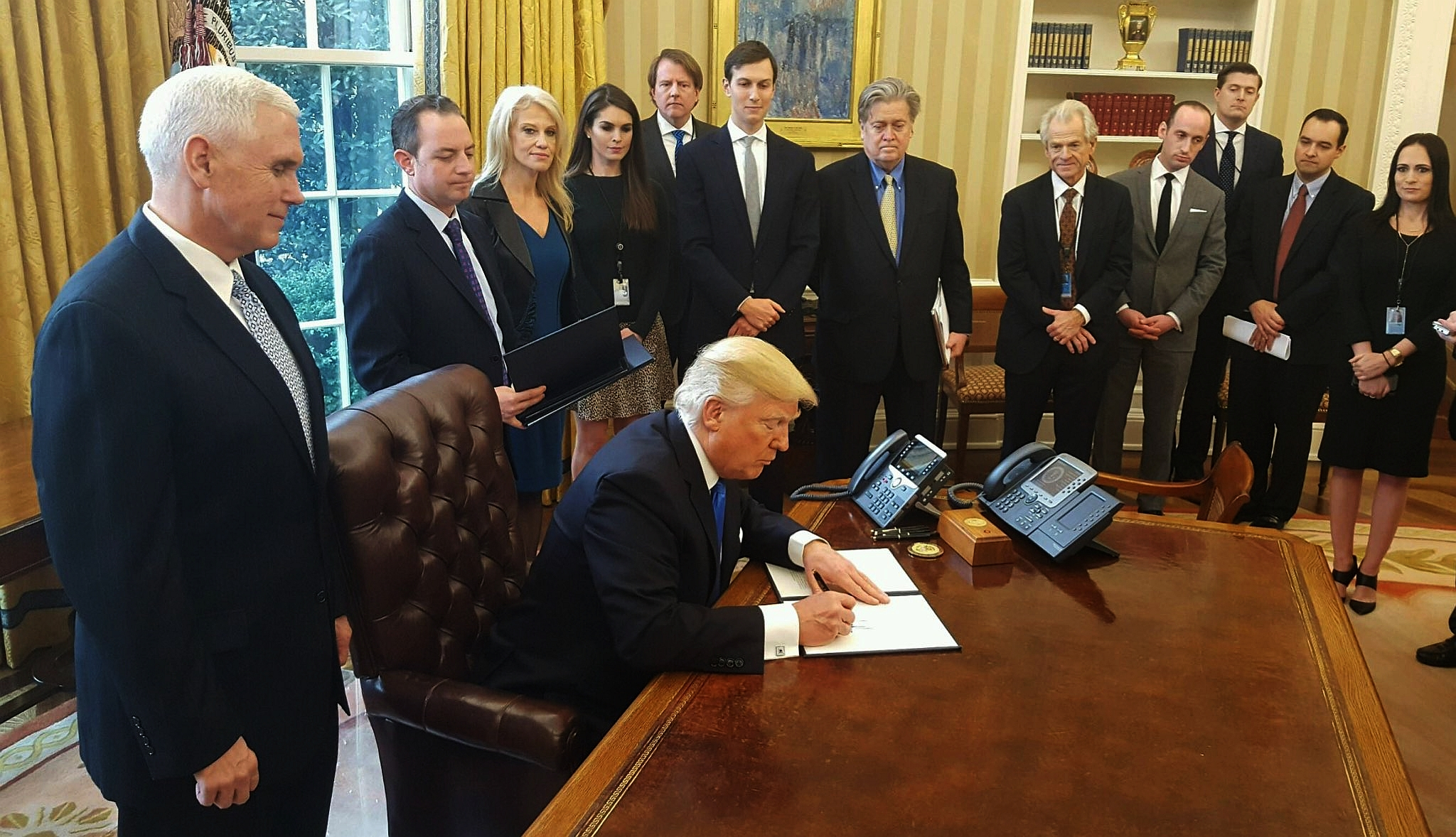
L'ancien conseiller de Trump Steve Bannon (milieu, chemise bleue) affirme méliorativement avoir pensé c'est Hitler ! le jour de l'annonce de la candidature de Trump à la présidentielle,.

Trump a déjà publié sur les réseaux sociaux du contenu lié à des sites internet néonazis, refusé de condamner des attaques antisémites contre des journalistes de confession juive, et nomme Steve Bannon — un admirateur de Mussolini — conseiller stratégique à la suite de sa victoire présidentielle en 2016. Le premier discours d'inauguration de Trump en 2017 a été écrit par les idéologues alt-right Steve Bannon et Stephen Miller. Au cours de la manifestation « Unite the Right » en Virginie, Trump nuance en affirmant qu'il existe de très bonnes personnes des deux côtés,. En septembre 2024, CNN avance que Mark Robinson, que Trump soutient en 2024 lors de sa campagne pour être gouverneur de Californie, s'était déjà identifié comme un « nazi noir », avait affirmé préférer Adolf Hitler à Barack Obama, et avait soutenu le rétablissement de l'esclavage.
En 1990, l'ex-femme de Donald Trump Ivana Trump soutient que son ex-époux détenait sur son chevet un exemplaire de My New Order, une compilation des discours d'Hitler, ce que Donald Trump conteste en affirmant que c'est un exemplaire de Mein Kampf [sic]. L'ancien membre de l'administration de Trump John Kelly prétend en 2024 que Trump avait déjà loué la politique économique du Troisième Reich et souhaité que ses généraux soient aussi loyaux que ceux du dictateur nazi,,. Les déclarations de Kelly sont approuvées par 13 autres membres de l'ancienne administration de Trump, qui affirment que Trump « admire » des dictateurs tel qu'Hitler.

## Évolution des comparaisons

### Avant l'assaut du Capitole du 6 janvier 2021
Un clair consensus existe entre historiens du fascisme pour refuser la qualification de fasciste : bien que Trump possède des caractéristiques fascistes telles que l'autoritarisme, la xénophobie, le nationalisme et l'attrait pour la violence, cela ne fait pas de lui un fasciste puisqu'il ne souhaite pas éteindre la démocratie,.

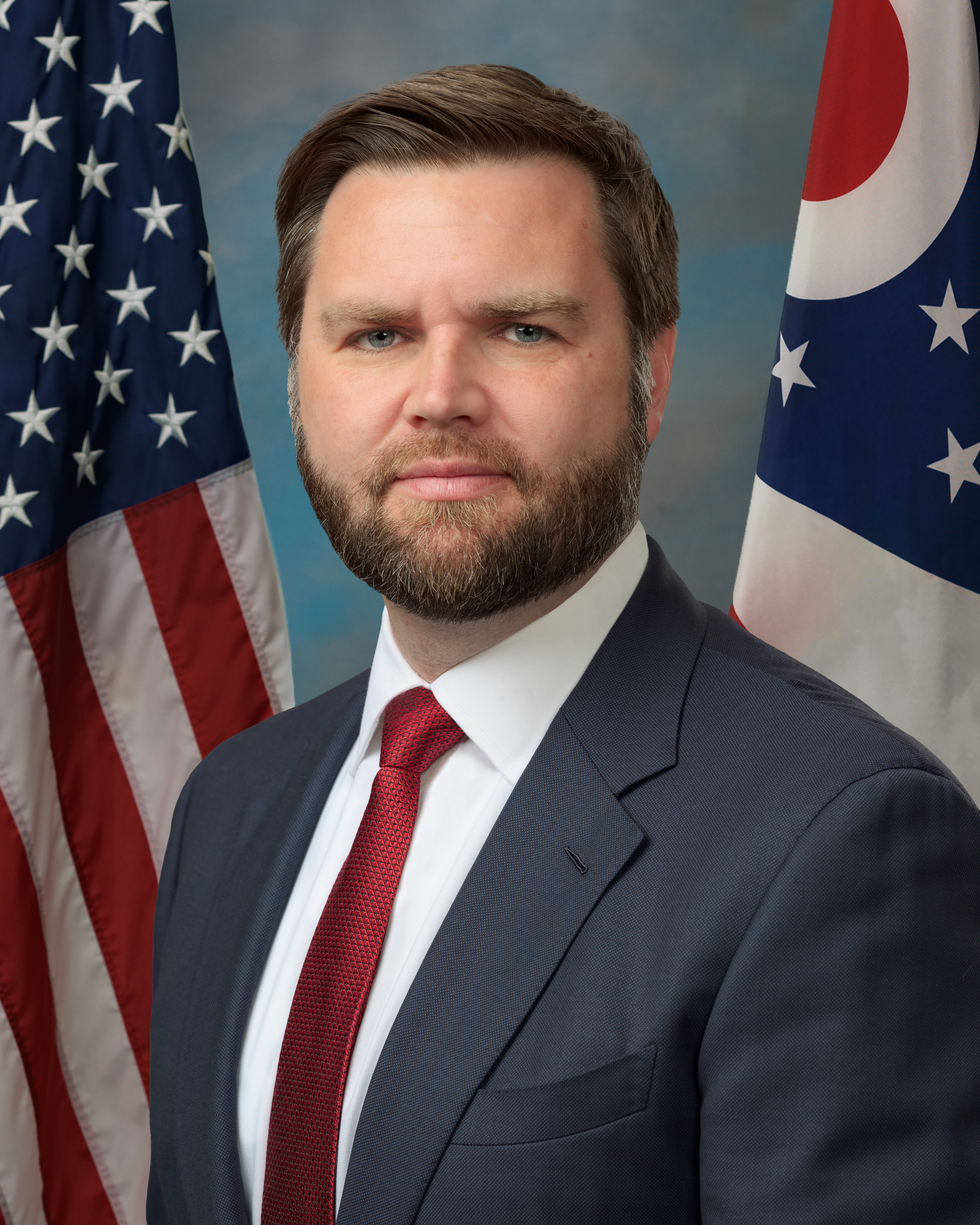
En 2016 avant l'élection présidentielle, J. D. Vance écrit qu' [il fait] des allers et retours entre penser que Trump est un connard cynique comme Nixon […] ou qu'il est l'Hitler américain..

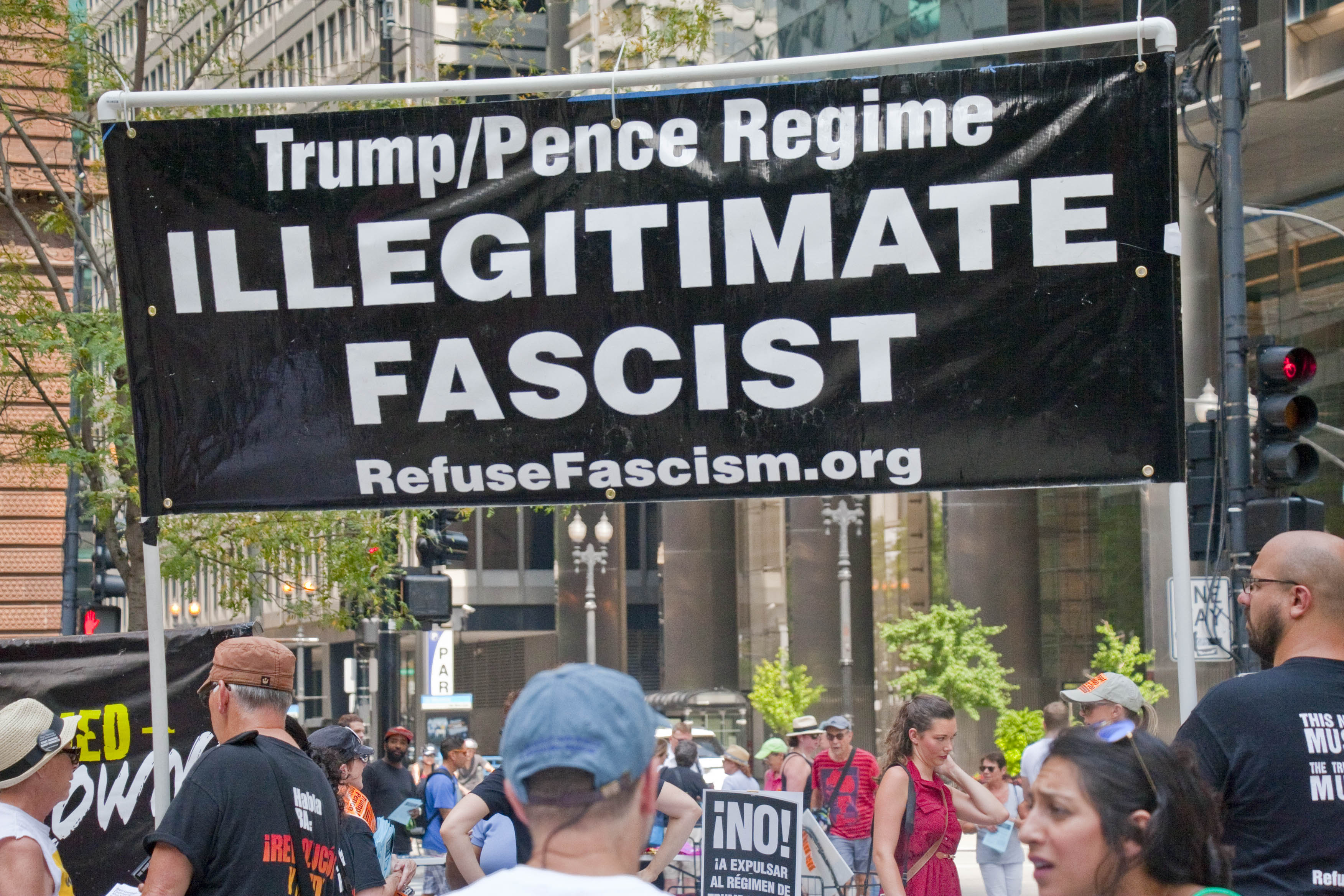
Une pancarte à une manifestation de 2018 qualifiant l'administration Trump de fasciste.

Néanmoins, Donald Trump est tout de même qualifié de fasciste par une partie de la classe politique, aussi bien à droite qu'à gauche. Ainsi, après que Trump appelle fin 2015 à interdire l'immigration pour les musulmans, certaines figures démocrates et républicaines le caractérisent de fasciste, entre autres les conservateurs Max Boot, Robert Kagan, Jim Gilmore et Christine Todd Whitman. Jim Gilmore, ancien gouverneur conservateur de la Virginie, précise que l'idée de créer une « unité de déportation » était une « rhétorique fasciste ». En 2016, peu avant les élections, le commentateur politique conservateur Glenn Beck compare Trump à Hitler ; à la même période, le futur premier ministre de Trump J. D. Vance écrit hésiter à voir Trump comme un fasciste, de même, Robert Francis Kennedy Jr., futur ministre de la Santé de Trump, compare Trump à Hitler et à Mussolini,. Ces deux derniers diront regretter leurs paroles, ayant eu une idée erronée du milliardaire républicain,. Toujours avant les élections, le candidat libertarien Gary Johnson affirme que Trump est sans aucun doute un fasciste.

### Après l'assaut du Capitole
L'avis de plusieurs experts du fascisme change sur la question après l'assaut du Capitole, qui voient en cet événement un point de bascule dans la politique de Trump, étant désormais un clair ennemi de la démocratie,,,,. Néanmoins d'autres experts du fascisme refusent toujours le qualificatif de fasciste, tels que Richard Evans, Mattias Gardell, Benjamin Teitelbaum (en) et Roger Griffin.
L'historien du fascisme Raul Cârstocea juge personnellement inutile de savoir si Trump est fasciste après l'assaut du Capitole, ce qui importe est que « Trump a radicalisé considérablement le Parti républicain et a fait appel à des véritables fascistes en vue d'un coup d’État violent », et que Trump représente peut-être une « version 2.0 d'un fascisme analogue ».

### Pendant la campagne présidentielle de 2024
À partir de 2023, les parallèles faits entre Donald Trump et le fascisme augmentent de manière significative dans les médias traditionnels. En particulier, un nombre croissant d'intellectuels qualifient Donald Trump de fasciste à partir de la campagne présidentielle de 2024,.
Selon Politico, les discours de Trump lors de rassemblements politiques se sont radicalisés, sont davantage désinformatifs et déshumanisants, et contiennent désormais « ce que certains experts en rhétorique politique, en fascisme et en immigration disent être un vif reflet des autoritaristes et de l'idéologie nazie. » L'historien du fascisme Robert Paxton précise en octobre que « ça bouillonne de manière très inquiétante et c’est très similaire au fascisme originel ».
Les politiques promises par Trump ou par son cabinet (Agenda 47 (en) et Projet 2025) en vue de l'élection présidentielle de 2024 sont comparées par plusieurs experts politiques à des politiques fascistes,,. L'historienne du fascisme Ruth Ben-Ghiat notamment affirme que les ressemblances entre le Projet 2025 et l'organe gouvernemental fasciste Tribunal spécial pour la sécurité de l’État, qui a transformé la démocratie italienne en un régime politique répressif, sont « frappantes », notamment sur la suppression de l'indépendance judiciaire et le renforcement du pouvoir exécutif.
Mark Milley, chef d’État-major de 2019 à 2023, décrit Trump comme fasciste. Similairement John Kelly, ancien membre de l'administration de Trump de 2017 à 2019, affirme lors de la campagne présidentielle de 2024 que Donald Trump convient à la définition du fascisme, qu'il a approuvé la politique économique d'Hitler et qu'il risquerait de se comporter en dictateur s'il était réélu, ce que nie le camp républicain,,. C'est la première fois qu'un président est qualifié par son haut conseiller de fasciste. Par la suite, 13 autres anciens membres de l'administration de Trump valident les déclarations de Kelly, attestant que Trump cherche un « pouvoir absolu et effréné ».
À la suite des affirmations de Kelly, le camp démocrate et en particulier la candidate Kamala Harris et son colistier Tim Walz qualifient publiquement Trump de fasciste,,. En parallèle, le journal The Economist caractérise également Trump de fasciste.

Ballon gonflable liant Trump au nazisme lors d'une manifestation de masse en avril 2025 contre le gouvernement Trump.

### Pendant la seconde présidence
Début février 2025, l'historien Roger Griffin soutient que Trump n'a montré aucun signe de vouloir instaurer une loi comparable à celle des pleins pouvoirs allemande de 1933 pour mettre fin à la démocratie américaine, préférant mener par charisme plutôt que par décret. Ainsi, Trump est un populiste de droite radicale, non un fasciste.
À l'inverse, en mars 2025, l'historien du nazisme Johann Chapoutot voit des parallèles entre la seconde présidence de Trump et le fascisme de par son irrationalisme et son rejet idéologique des sciences humaines et sociales,. Similairement, l'expert du fascisme Jason Stanley (en) affirme que Donald Trump nuit au savoir universitaire, accroît le pouvoir des forces de l'ordre et de l'exécutif, et étouffe les manifestations ; les différents agissements et rhétoriques trumpistes poussent le philosophe à quitter les États-Unis pour le Canada pour « élever [ses] enfants dans un pays qui ne se transforme pas en dictature fasciste »,,.
Le même mois, l'historien de la Shoah Mike Lindell (en) affirme similairement que les comparaisons entre Trump et le fascisme sont « de plus en plus pertinentes » avec une appétence expansionniste et ultra-nationaliste chez Donald Trump qui affirme plusieurs fois vouloir acquérir le Groenland ; Lindell affirme y voir des parallèles avec le concept de Lebensraum, car l'extension du territoire nationale est ici aussi vue comme vitale. En revanche l'historien de la Shoah Christopher Browning réfute l'analyse de Lindell car le désir d'expansion de Trump est bien plus proche d'une pensée coloniale américaine du XIXe siècle.
Toujours en mars 2025, les historiens respectivement du fascisme et du nazisme Paul Lerner et Anne Berg affirment que l'administration de Trump censure selon Berg les universitaires et selon Lerner de facto les médias traditionnels en menaçant de leur interdire l'accès à la Maison Blanche s'ils rédigent des articles critiques sur Trump. Les deux historiens s’alarment que la démocratie américaine est « en grand danger », voire a déjà été sévèrement fragilisée selon Lerner. Christopher Browning nuance ces affirmations : le système fédéral américain et la Constitution américaine sont très difficilement réformables, et permettent ainsi de stabiliser la démocratie américaine, Browning admet cependant que les États-Unis pourraient bien devenir une démocratie illibérale à la fin de la présidence de Trump.
Le même mois, les historiens respectivement du nazisme et du nationalisme Johann Chapoutot et John Connelly voient des parallèles entre les relations de Trump avec Vladimir Poutine pendant la guerre russo-ukrainienne, et l'annexion des Sudètes par Adolf Hitler avec l'aval de la France, de l'Angleterre et de l'Italie,,.
En mai 2025, l'historien de l'extrême droite américaine Olivier Burtin affirme que le fascisme de Donald Trump n'est qu'une continuation logique de l'extrême droite américaine. Burtin juge que les ressemblances avec le fascisme originel sont plus nombreuses que les différences, avec notamment une fragilisation de l’État de droit et un appel croissant à la violence. Il décrit le mouvement trumpiste comme reposant « sur l’idée que le groupe qui contrôlait historiquement les différents leviers de pouvoir aux États-Unis […] a été « remplacé » par d’autres groupes sociaux – les femmes et les personnes de couleur. Selon eux, ce groupe autrefois dominant est aujourd’hui dominé […]. Le trumpisme est donc, comme le fascisme, imprégné de la peur du déclin et de la nostalgie d’un âge d’or perdu qu’il faudrait retrouver. » Marc Lazar, historien de l'Italie fasciste, conteste ces affirmations car la violence des trumpistes est comparativement minime, l'impérialisme de Trump diffère de celui fasciste, et la démocratie américaine et ses gardes-fous sont bien plus résistants que ceux de l'Europe de l'entre-deux-guerres. Les experts du fascisme Jason Stanley (en), Marci Shore et Timothy Snyder s'accordent avec Burtin, de par la négation croissante et sans limite de l’État de droit par l'administration Trump.
Le jour de la parade du 250e anniversaire de l'armée des États-Unis (en) le 14 juin 2025, plus de 400 universitaires dont 31 lauréats de prix Nobel provenant de plus de 30 pays signent une lettre ouverte « contre le retour du fascisme », réactualisant le manifeste des intellectuels antifascistes de 1925,.

## Critiques

### Monde académique
Certains experts et commentateurs politiques s'inquiètent de la qualification de fasciste, expliquant que faire appel à ce terme ferait perdre au mot de son sens et empêcherait d'identifier un véritable fascisme,, : l'expert de la réaction Benjamin Teitelbaum (en) rejette « sans équivoque » le terme de fascisme, qui ne serait qu'une paresse intellectuelle.
L'historien de l'extrême-droite américaine Mattias Gardell nie la qualification de fasciste puisque Trump ne s'attache pas consciemment à une quelconque idéologie politique ; néanmoins il précise que le mouvement MAGA retient dans son essence des éléments fascistes centraux mis en avant par Trump, notamment le nationalisme blanc, la prédominance de l'affect et le désir de retrouver un passé volé. Similairement, l'historien de la Shoah Christopher Browning affirme que là où Hitler est porté par une idéologie, Trump n'est que dirigé par ses désirs et son orgueil ; Browning note cependant des similarités « troublantes » entre les deux personnages. L'historien du fascisme Roger Griffin soutient que Trump possède seulement certaines caractéristiques du fascisme mais pas toutes ; Griffin ajoute que Trump « n'en est pas un [de fasciste] mais quelque chose de pire » en tant que figure politique autocratique. Selon l'historien de la Shoah Mike Lindell (en), les comparaisons sont exagérées car Trump ne blâme pas une catégorie sociale pour tout le mal du monde contrairement aux nazis diabolisant les juifs, en revanche elles sont « de plus en plus pertinentes » depuis sa seconde présidence.
L'historien des idées politiques Jan-Werner Müller rejette le label de fasciste, bien qu'il souligne que Trump reste un vif danger pour la démocratie, une position partagée par l'historien Richard Evans : bien que Trump avait un attrait illibéral pour la violence, celui-ci reste infime par rapport à la violence quotidienne exercée par les troupes paramilitaires fascistes des années 1920-1930. De manière similaire, l'historien de la pensée politique moderne Daniel Steinmetz-Jenkins n'est pas certain que le terme de fasciste soit adéquat pour Trump, mais ce dernier reste dans tous les cas un danger. L'historien de l'Italie fasciste Marc Lazar estime similairement que Trump est un danger critique pour la démocratie, mais la scène politique américaine est trop différente de celle de l'entre-deux-guerres pour qualifier Trump de fasciste, par exemple la violence des trumpistes est infime comparée à celle des chemises marronnes.
La linguiste Ruth Wodak (en) affirme quant à elle qu'il n'est pas véritablement possible de déterminer si Trump est bel et bien fasciste puisque sa personnalité privée est méconnue, et ses idéologies politiques changeantes et contradictoires dans le temps ; il faudrait ainsi davantage se concentrer sur le contexte socio-économique des États-Unis et l'idéologie des conseillers de Trump. De même, et bien qu'il qualifie tout de même Trump de fasciste, le philosophe Jason Stanley (en) explique que le fait de savoir si Trump est fasciste ou simplement autoritariste « est une perte totale de temps », puisque dans tous les cas il représente et met en place « très clairement » un autoritarisme dangereux d'extrême droite.
Sans pour autant se prononcer lui-même sur la qualification de fascisme, l'historien du fascisme Nigel Copsey critique la prudence excessive de ses pairs rejettant ce titre et accusant abusivement les opposants d'hypersimplifier le terme fascisme.

### Monde politique
À la suite de la tentative d'assassinat de Donald Trump en juillet 2024 plusieurs figures républicaines, au premier rang desquelles se trouvent J. D. Vance, Stephen Miller, Robert Francis Kennedy Jr. et Mike Collins, dénoncent le qualificatif de fasciste envers Trump, car le terme incite à la violence et a amené à la tentative d'assassinat envers le candidat républicain,,,.

### Traduction
- (en) Cet article est partiellement ou en totalité issu de l’article de Wikipédia en anglais intitulé « Donald Trump and fascism » (voir la liste des auteurs).

### Citations originales
1. ↑  « a political extremist who seeks to act as a dictator, disregards individual rights and threatens or uses force against their opponents. »
2. ↑  « fascist creep »
3. ↑  « the ennemy from within »
4. ↑  « Donald Trump has made more than 100 threats to investigate, prosecute, imprison or otherwise punish his perceived opponents »
5. ↑  « Be careful Bernie, or my supporters will go to yours! »
6. ↑  « stand back and stand by »
7. ↑  « rooted out »
8. ↑  « Nature is cruel; therefore we are also entitled to be cruel. When I send the flower of German youth into the steel hail of the next war without feeling the slightest regret over the precious German blood that is being spilled, should I not also have the right to eliminate millions of an inferior race that multiplies like vermin? »
9. ↑  « rats and vermin from the gutters of Whitechapel. »
10. ↑  « The Jews, like vermin, form a line from Potsdamerplatz until Anhalter Bahnhof … The only way to smoke out the vermin is to expel them. »
11. ↑  « In honor of our great veterans on Veterans Day, we pledge to you that we will root out the communists, Marxists, fascists, and the radical-left thugs that live like vermin within the confines of our country—that lie and steal and cheat on elections, and will do anything possible; they'll do anything, whether legally or illegally, to destroy America, and to destroy the American Dream. »
12. ↑  « the threat from outside forces is far less sinister, dangerous and grave than the threat from within. »
13. ↑  « their sad, miserable existence will be crushed when President Trump returns to the White House. »
14. ↑  « the dropping of a veil »
15. ↑  « were poisoning the blood of our country »
16. ↑  « They said Hitler said that (…). It's true. They're destroying the blood of the country, they're destroying the fabric of our country, and we're going to have to get them out. »
17. ↑  « rape, pillage, thieve, plunder and kill »
18. ↑  « stone-cold killers »
19. ↑  « walk into your kitchen, they'll cut your throat »
20. ↑  « grab young girls and slice them up right in front of their parents »
21. 1 2  « what some experts in political rhetoric, fascism, and immigration say is a strong echo of authoritarians and Nazi ideology. »
22. ↑  « island of garbage »
23. ↑  « fulfill the promises of Donald Trump »
24. ↑  « subservience to Israel »
25. ↑  « every Alt-Right Nazi I know is volunteering for the Trump campaign. »
26. ↑  « A lot of us feel disillusioned and even burned by Trump. In a sense we thought that the Alt-Right could be Trump’s brain, but now he has Ivanka, and Jared and Paul Ryan for that. »
27. ↑  « I go back and forth between thinking Trump is a cynical asshole like Nixon who wouldn’t be that bad (and might even prove useful) or that he’s America’s Hitler. »
28. ↑  « deportation force »
29. ↑  « fascist talk »
30. ↑  « Trump did radicalize the Republican Party considerably and he did mobilize actual fascists to seek a violent overthrow of the establishment. »
31. ↑  « 2.0 version of analogue fascism for our digital post-fascist present. »
32. ↑  « He said, ‘Well, but Hitler did some good things.’ I said, ‘Well, what?’ And he said, ‘Well, [Hitler] rebuilt the economy.’ »
33. ↑  « Absolute, Unchecked Power »
34. ↑  « to raise my kids in a country that is not tilting towards a fascist dictatorship »
35. ↑  « is a total waste of time »